# Killer Dwarfs (album)
Killer Dwarfs è il primo album in studio del gruppo musicale canadese Killer Dwarfs, pubblicato nel 1983.

## Tracce
Edizione 1983
1. Are You Ready (Fodero, Graham, Millar, Trewin) 3:17
2. Can't Lose (Carr, Fodero, Graham, Millar, Trewin) 3:57
3. Drifter (Fodero, Graham, Millar, Trewin) 4:33
4. Prisoner (Fodero, Graham, Millar, Trewin) 2:37
5. Heavy Metal Breakdown (Fodero, Graham, Millar, Trewin) 4:12
6. Read Between the Lines (Fodero, Graham, Millar, Trewin) 3:36
7. Gotta Lose to Win (Fodero, Graham, Hill, Millar, Trewin) 3:34
8. Outlaw of a Modern Man (Fodero, Graham, Millar, Trewin) 3:06
9. Time to Move On (Fodero, Graham, Millar, Trewin) 3:45
10. Fire in Your Eyes (Fodero, Graham, Hill, Millar, Trewin) 5:10

Ristampa Unidisc 2002
1. Are You Ready (Fodero, Graham, Millar, Trewin) 3:17
2. Can't Lose (Carr, Fodero, Graham, Millar, Trewin) 3:57
3. Drifter (Fodero, Graham, Millar, Trewin) 4:33
4. Prisoner (Fodero, Graham, Millar, Trewin) 2:37
5. Heavy Metal Breakdown (Fodero, Graham, Millar, Trewin) 4:12
6. Read Between the Lines (Fodero, Graham, Millar, Trewin) 3:36
7. Gotta Lose to Win (Fodero, Graham, Hill, Millar, Trewin) 3:34
8. Outlaw of a Modern Man (Fodero, Graham, Millar, Trewin) 3:06
9. Time to Move On (Fodero, Graham, Millar, Trewin) 3:45
10. Fire in Your Eyes (Fodero, Graham, Hill, Millar, Trewin) 5:10
11. Think Systems (Fodero, Graham, Millar, Trewin) 3:08
12. Rock 'N Roll All Stars (Fodero, Graham, Millar, Trewin) 2:23
13. Wasting Time (Fodero, Graham, Millar, Trewin) 3:55

## Formazione
- Russ "Dwarf" Graham - voce
- Bryce "Dwarf" Trewin - chitarra
- Ange "Dwarf" Fodero - basso
- Darrell "Dwarf" Millar - batteria